# Abies bracteata
L'abete di Santa Lucia (Abies bracteata (D.Don) Poit., 1845) è una specie di abete originaria di una ristretta zona della California.

## Etimologia
Il nome generico Abies, utilizzato già dai latini, potrebbe, secondo un'interpretazione etimologica, derivare dalla parola greca ἄβιος = longevo. Il nome specifico bracteata è una parola latina che significa ricoperta di scaglie , riferendosi alle appariscenti squame degli strobili femminili.

## Descrizione

### Portamento
Albero alto fino a 25 m, con tronco di 1 m di diametro, a portamento conico. I rami principali dipartono dal tronco ad angolo retto e quelli inferiori tendono a curvarsi in basso con l'età; i rami secondari sono di colore verde purpureo o marrone, glabri.

### Foglie
Le foglie sono aghiformi, di colore verde, lunghe fino a 6 cm, disposte a coppie, con un odore pungente. Le gemme, di colore marrone, sono di forma ovata-fusiforme, con apice appuntito; Le perule che le rivestono sono corte, glabre, triangolari, con margine intero e apice appuntito.

### Fiori
Il polline emesso dagli strobili maschili, lunghi 5-7 cm,  è verde-giallastro.

### Frutti
Gli strobili femminili, di color porpora-marrone, sono ovoidali, lunghi fino a 10 cm e larghi fino a 4 cm, con scaglie di 2 cm, lisce e larghe 2,5 cm. I semi, di colore marrone rossastro, sono lunghi circa 10 mm, con ali marroni-rosse. A germinazione, i cotiledoni sono 7.

### Corteccia
La corteccia, rosso-marrone e liscia da giovane, diviene con l'età leggermente fessurata, rompendosi in scaglie.

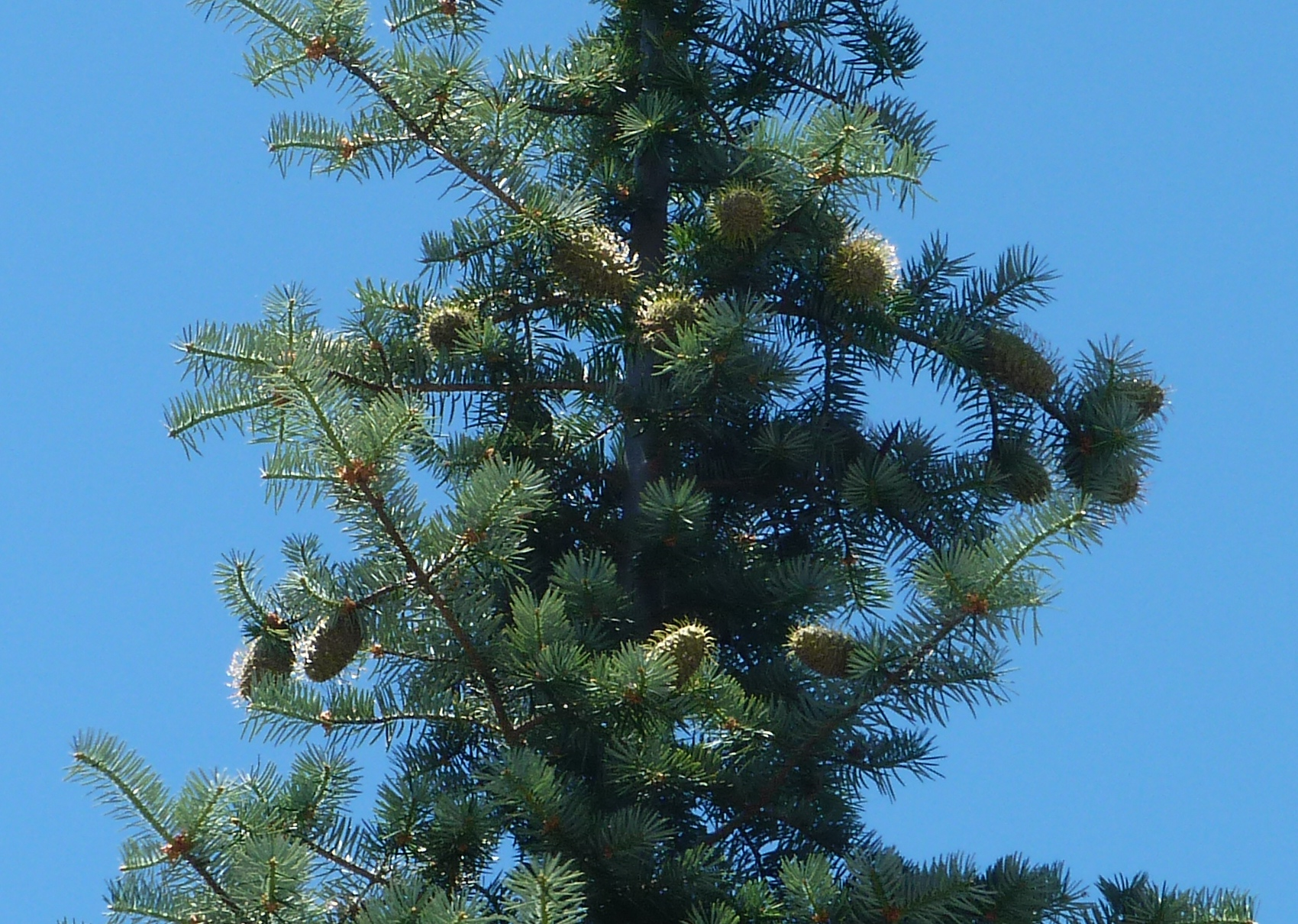
Sommità con strobili
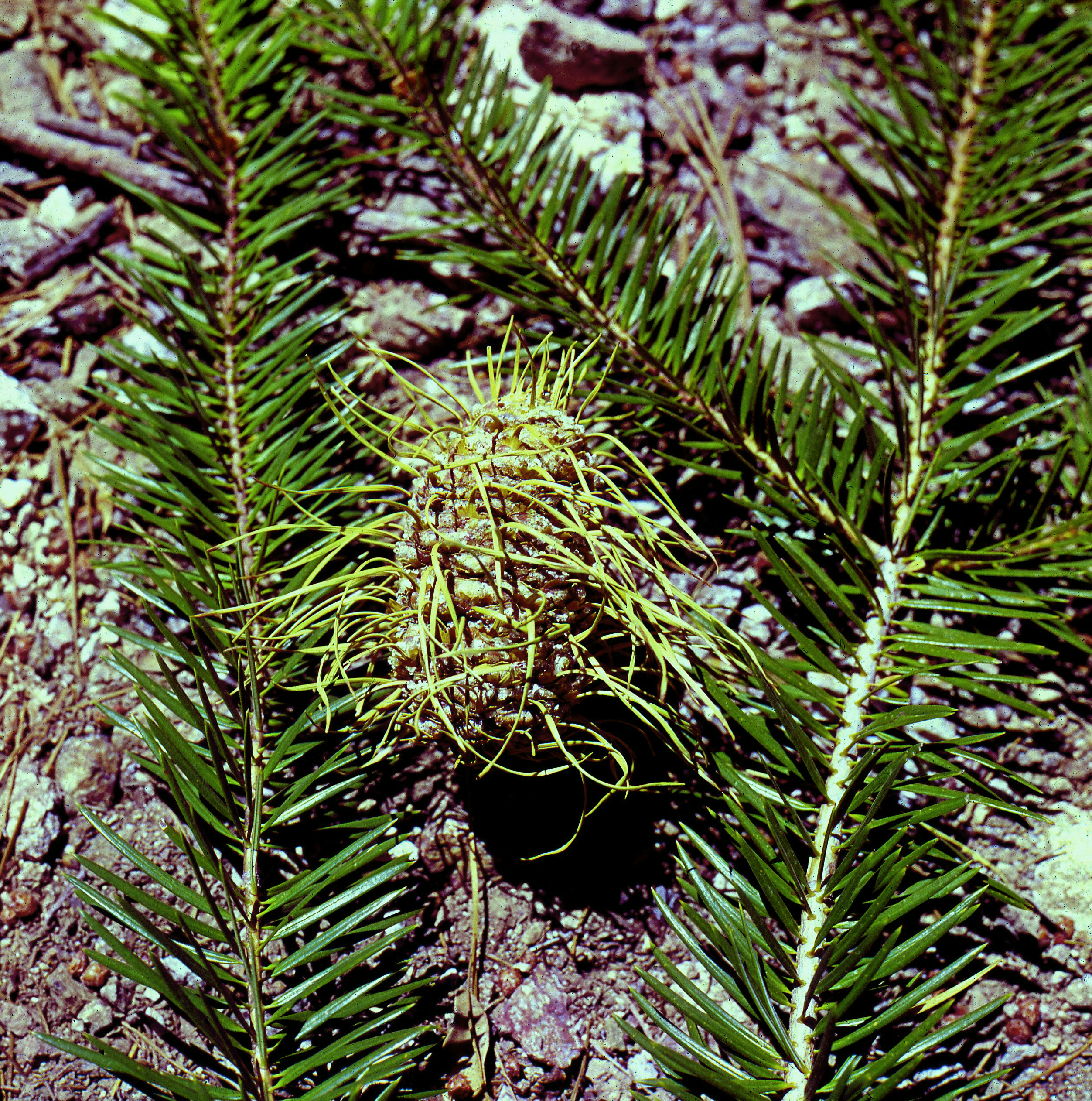
Ramoscelli con aghi e strobili femminili
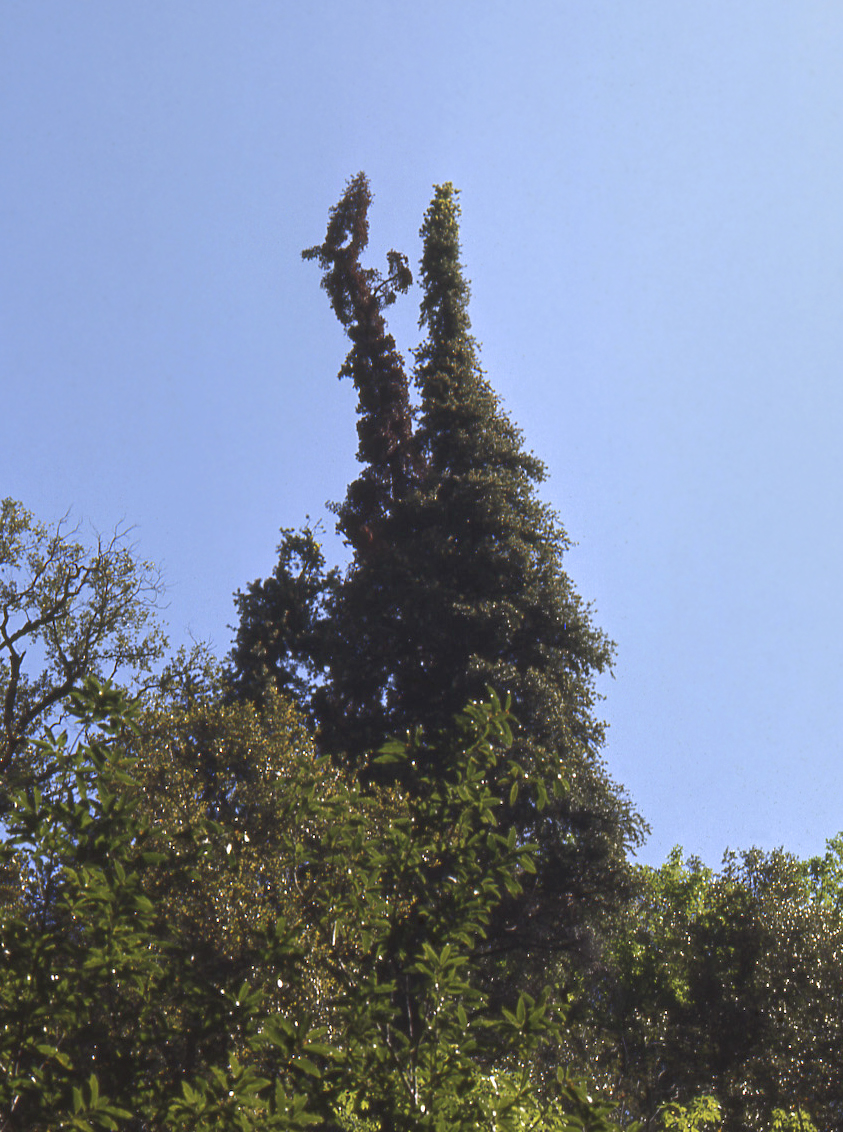
Esemplare adulto
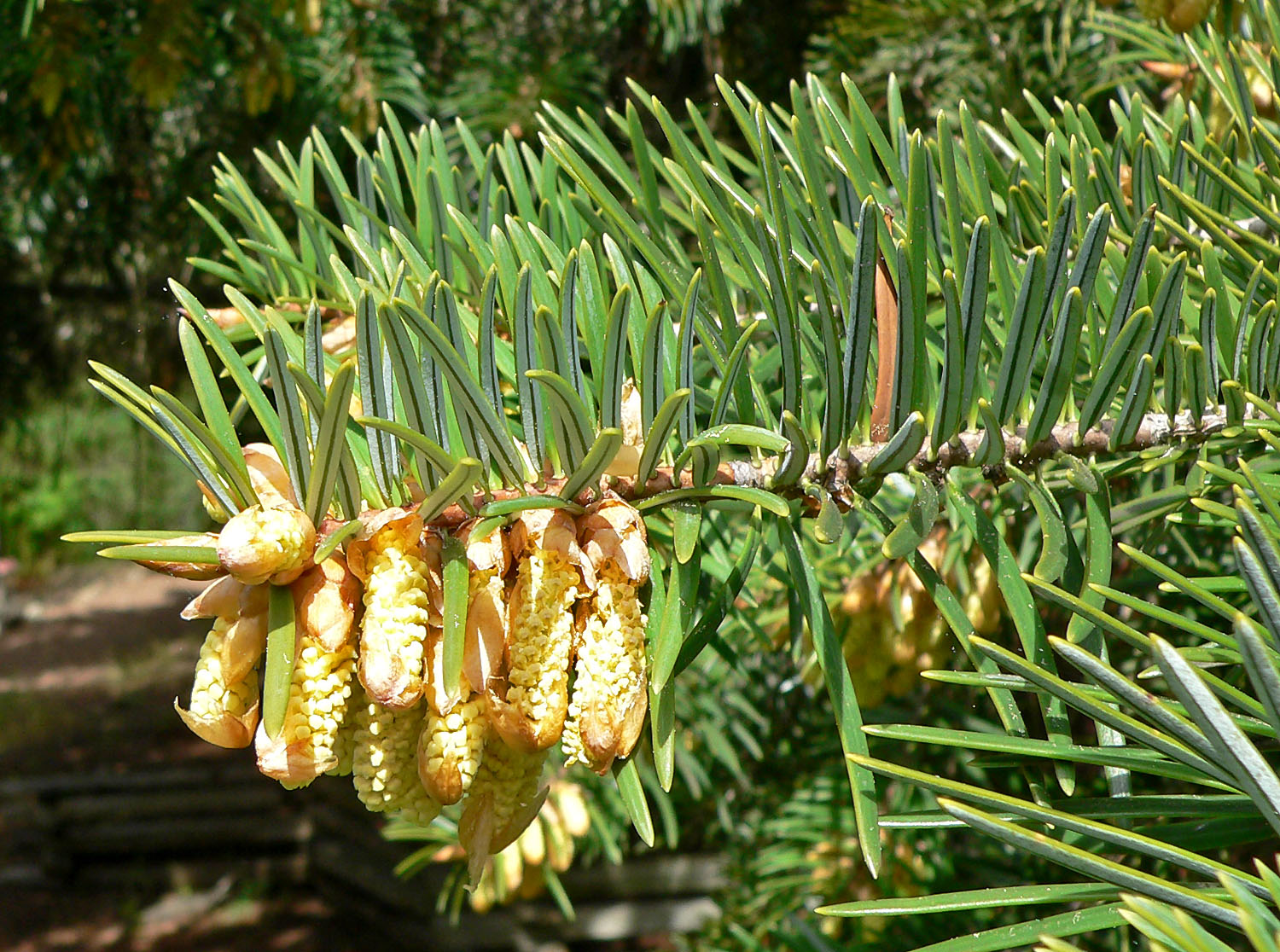
Dettaglio di aghi e strobili maschili

## Distribuzione e habitat
L'abete di Santa Lucia ha un areale ristretto di circa 710 km² nelle Santa Lucia Mountains che fanno parte della Catena Costiera californiana negli Stati Uniti d'America. Si rinviene dai 200 ai 1.500 m di quota in pendii e canaloni rocciosi rivolti a nord e est dove non sussiste il pericolo di incendi boschivi. Il clima del suo habitat è a regime mediterraneo con precipitazioni medie annue di 500-1.300 mm. Forma anche boschi misti con Sequoia sempervirens, Pinus lambertiana e Pinus ponderosa.

## Usi
È molto apprezzato per uso ornamentale, in giardini e orti botanici, e nelle alberature.

## Conservazione
Abies bracteata risiede in un areale che, seppur frammentato, è interamente contenuto in parchi e zone protette, a basso rischio di incendi boschivi. Tuttavia, la ridotta capacità di rigenerazione tipica della specie, la fa ritenere poco adattabile ad eventuali massicci cambiamenti climatici, che la porrebbero a rischio di estinzione. Pertanto, è inserita nella Lista rossa IUCN come specie prossima alla minaccia (near threatened in inglese).